# Cetatea Ammanului

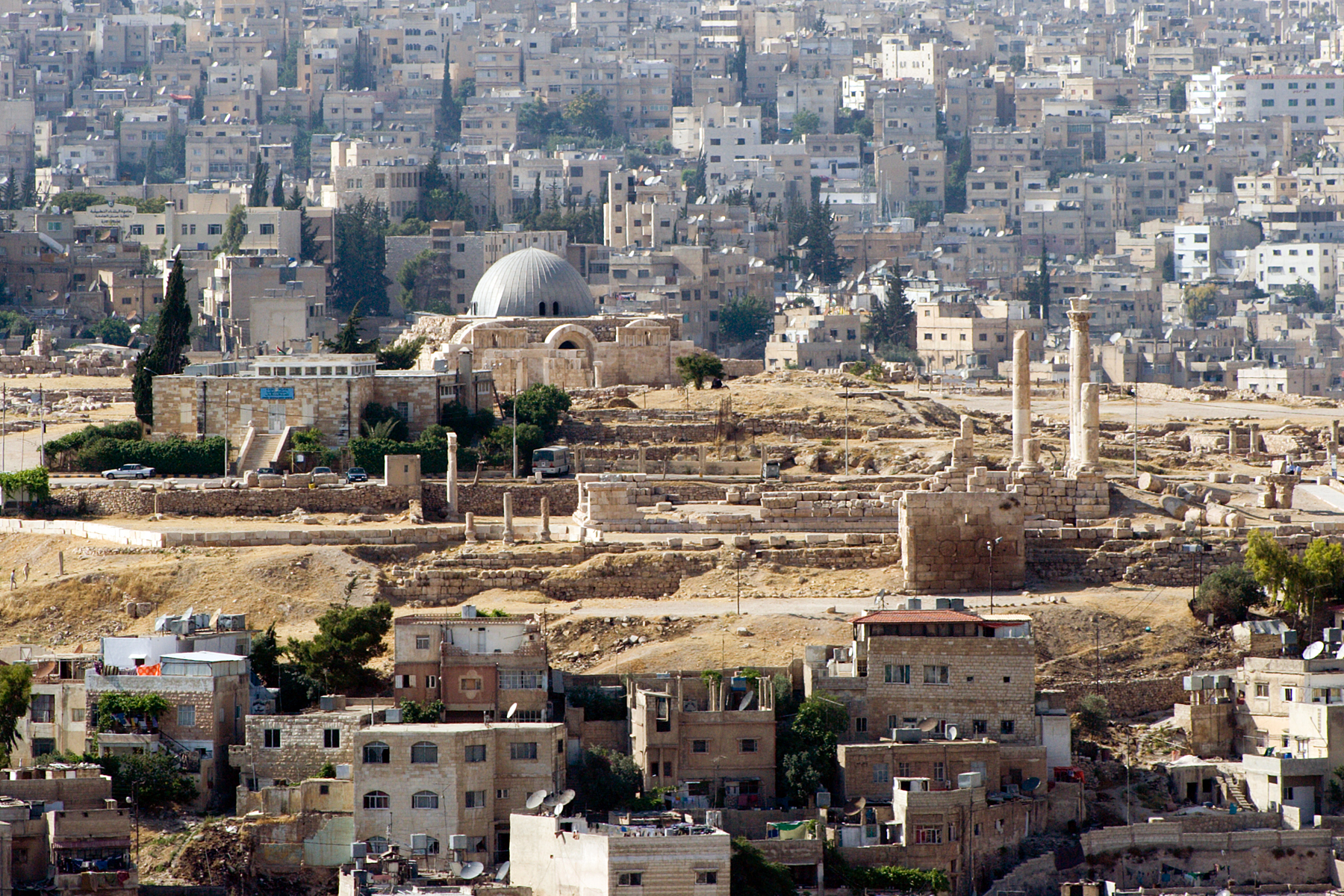
Ruinele Cetății Ammanului

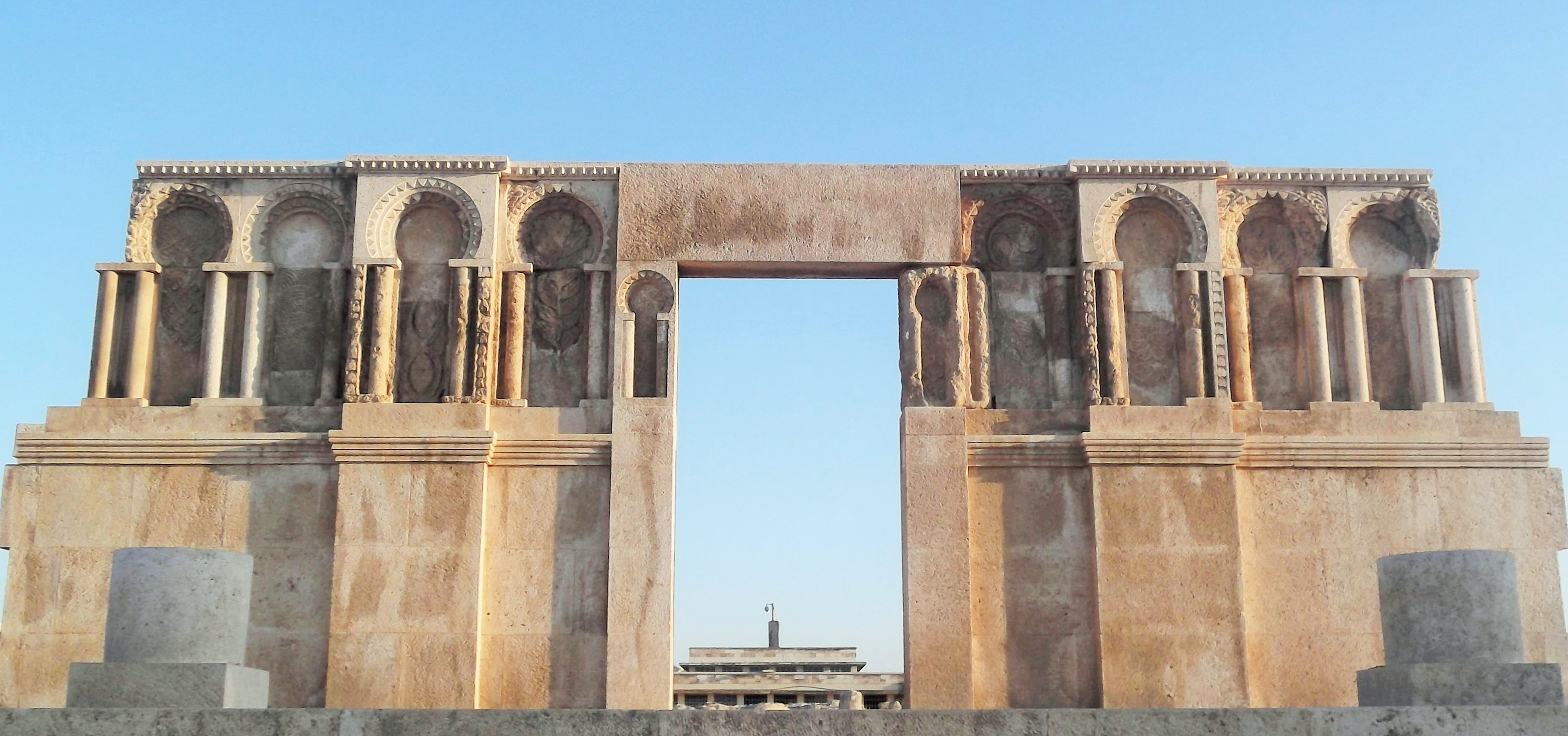
Poarta lui Amon renovată.

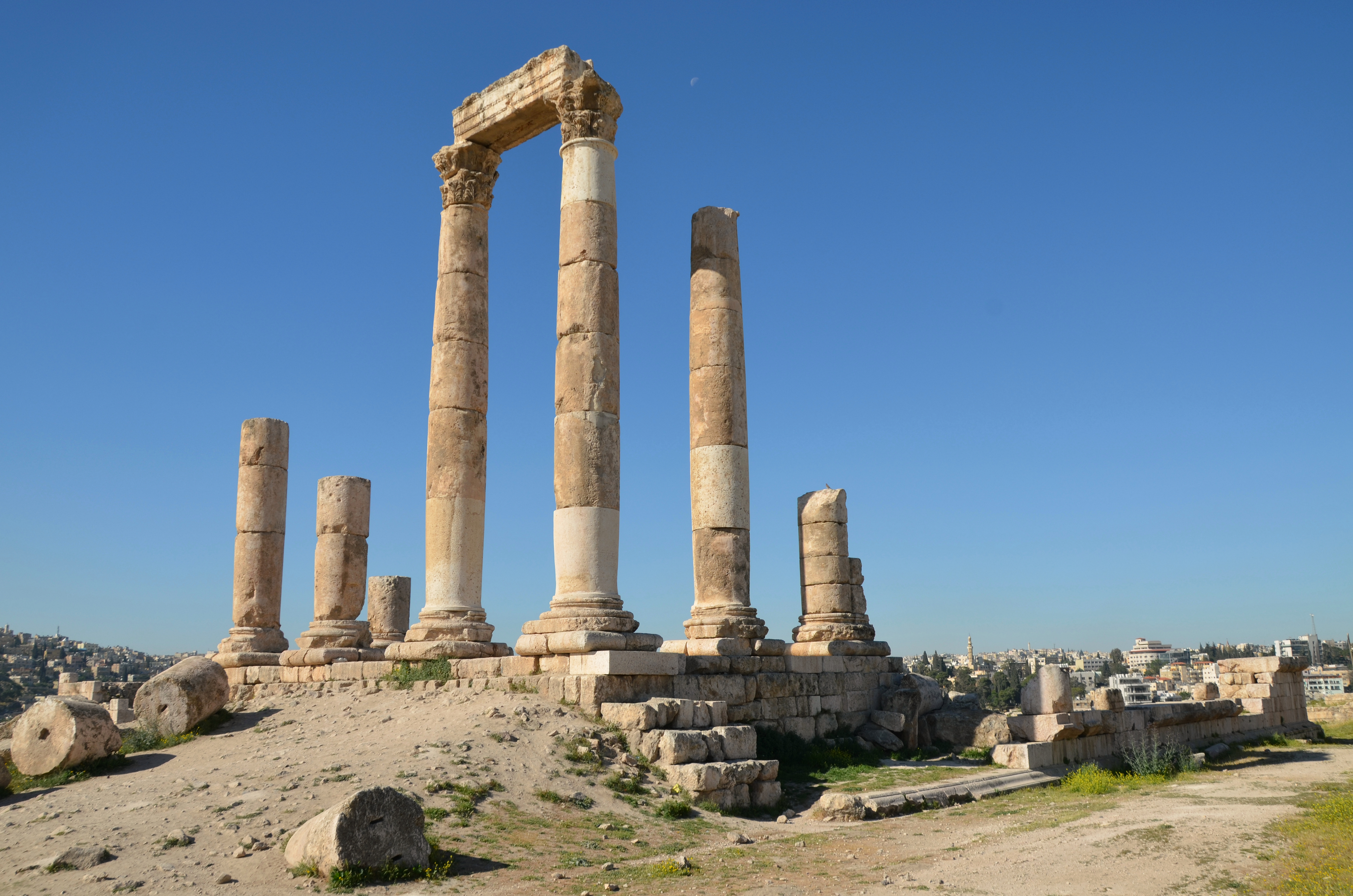
Templul roman neterminat al lui Hercule

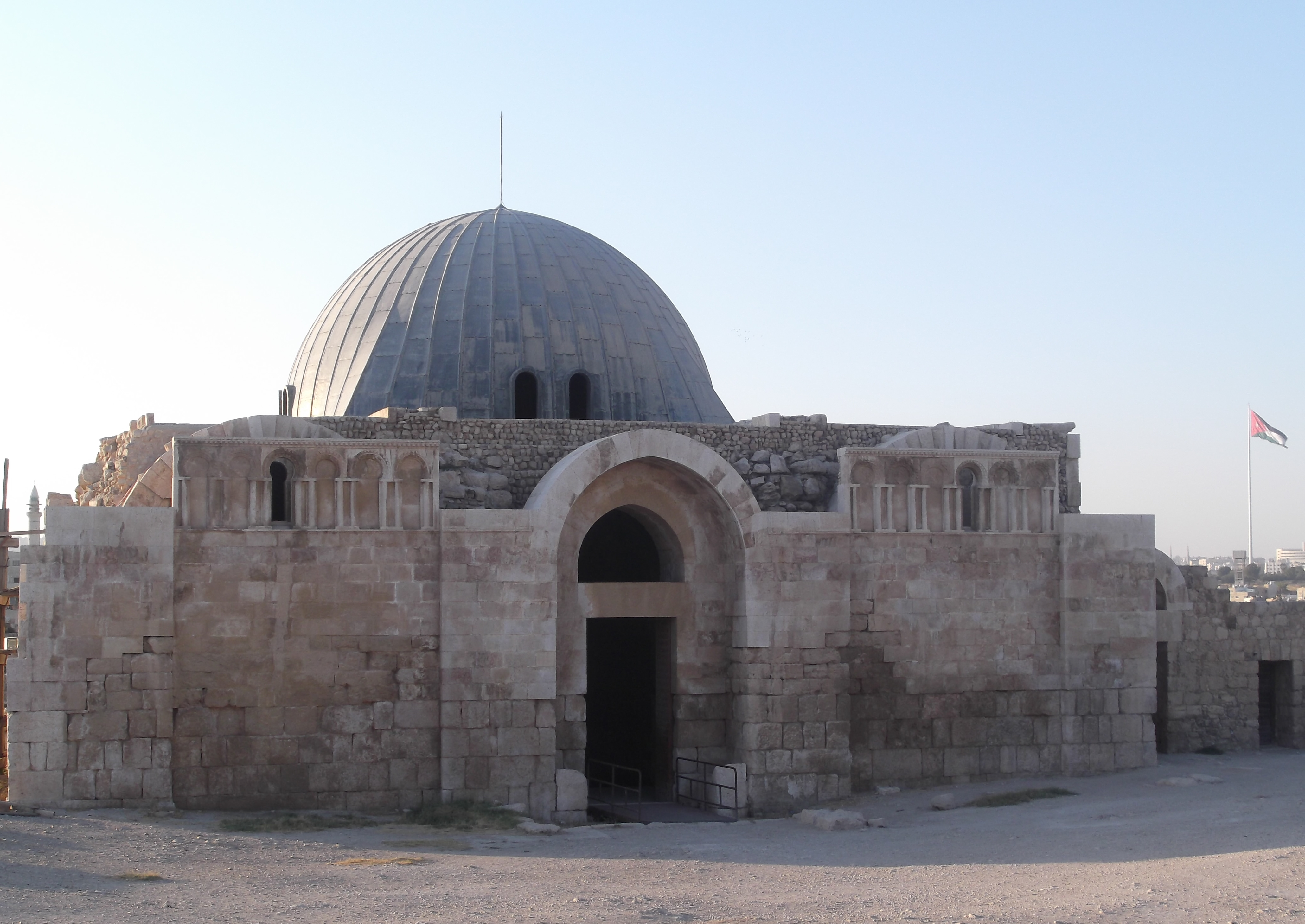
Palatul Omeiad

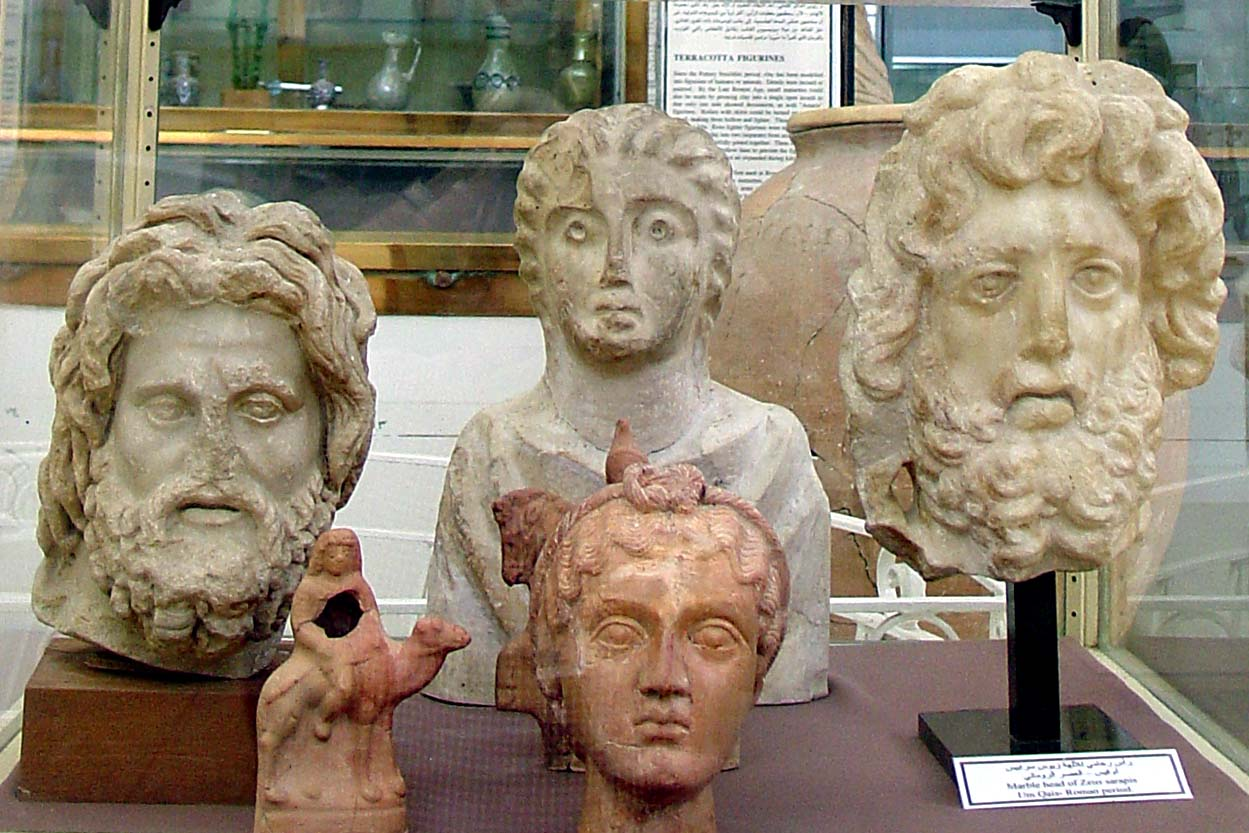
Colecție de sculpturi romane expuse la Muzeul Arheologic al Iordaniei.

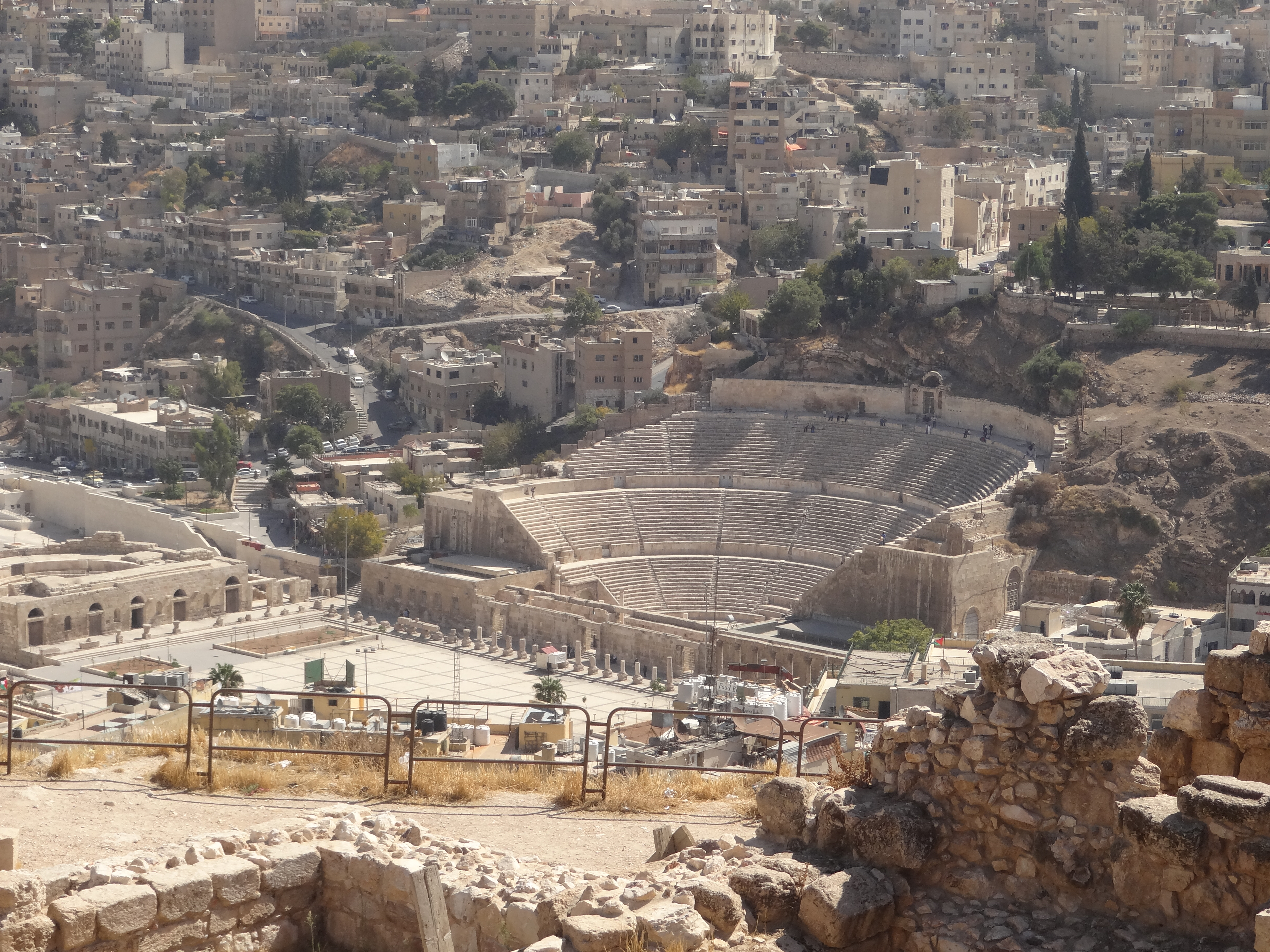
Teatrul Roman, Piața Hașemită și zona din centru, văzute de pe deal.

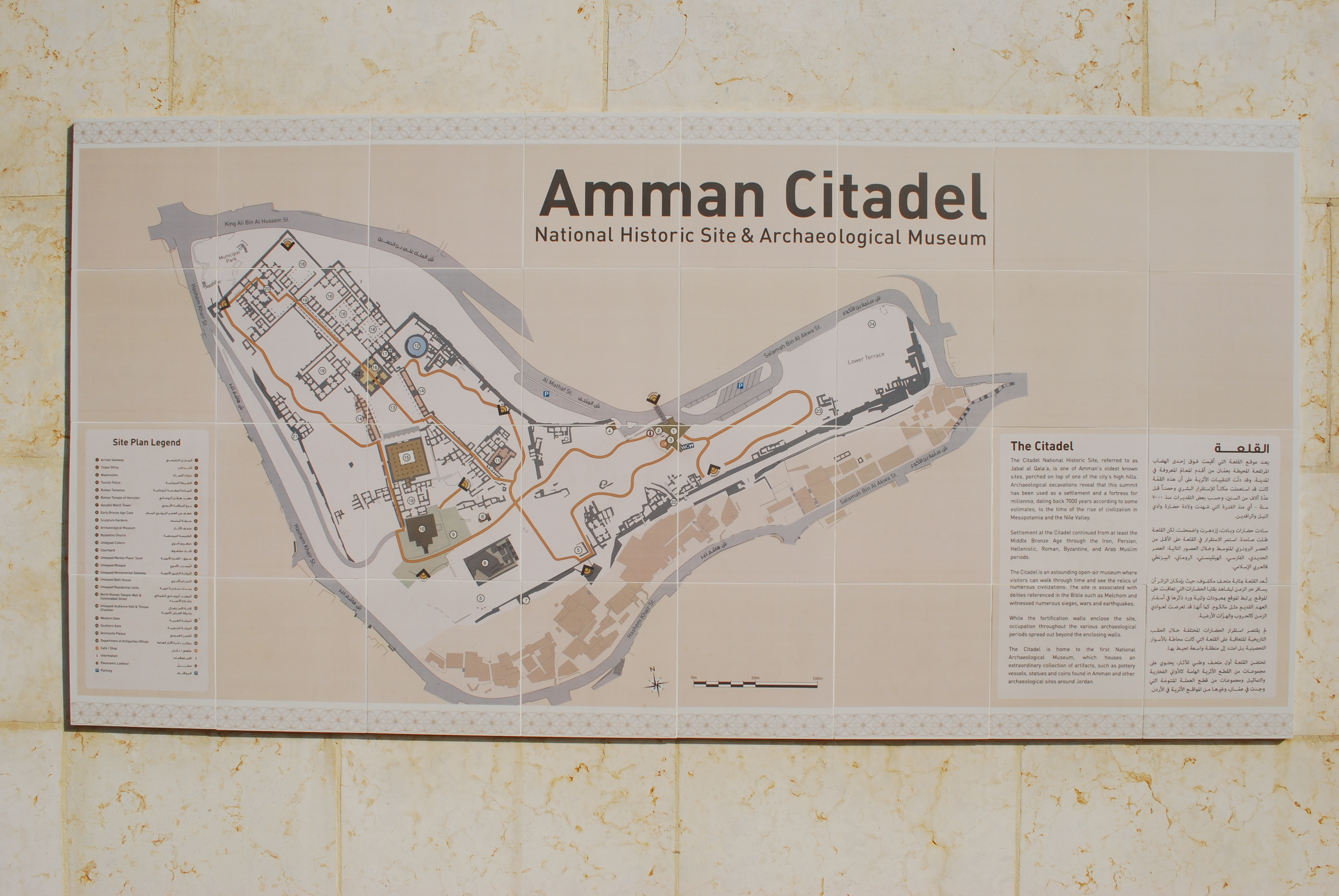
Harta sitului

Cetatea Ammanului (arabă جبل القلعة, transliterat: Jabal Al-Qal'a) este un sit istoric din centrul Ammanului, capitala Iordaniei. Dealul în forma literei L este unul din cele șapte dealuri (jabals) care au format inițial Ammanul. 
Dovezi despre ocuparea acestui teritoriu datează încă din perioada olăritului din neolitic, iar dealul se pare că a fost fortificat în epoca bronzului (1800 î.Hr.). Dealul a devenit capitala Regatului Ammon cândva după 1200 î.Hr. Ulterior, a fost ocupat de diferite imperii precum cele ale asirienilor (sec. al VIII-lea î.Hr.), babilonienilor (sec. al VI-lea î.Hr.), ptolemeilor, seleucizilor (sec. al III-lea î.e.n.), romanilor (secolul I î.Hr.), bizantinilor (sec. al III-lea d.Hr.) și omeiazilor (secolul al VII-lea d.Hr.).  După omeiazi a venit o perioadă de declin și pentru o mare parte din perioada de până în 1878, întrucât fostul oraș a devenit o grămadă abandonată de ruine folosită doar sporadic de beduini și de fermieri sezonieri.    În ciuda acestui interval, cetatea Ammanului este considerată a fi printre cele mai vechi locuri locuite în continuu din lume. 
Cetatea este considerată un sit important, deoarece a avut o istorie îndelungată de ocupație de către mai multe civilizații importante.  Majoritatea clădirilor încă vizibile pe sit sunt din perioada romană, bizantină și omeiadă.  Clădirile majore de pe sit sunt Templul lui Hercule, o biserică bizantină și Palatul Omeiad. Muzeul Arheologic al Iordaniei a fost construit pe deal în 1951. Deși zidurile fortificației înglobează centrul sitului, perioadele antice de ocupație au acoperit zone întinse. Structurile istorice, mormintele, arcadele, zidurile și scările nu au margini moderne și, prin urmare, există un potențial arheologic considerabil la acest sit, precum și în ținuturile înconjurătoare și în întregul Amman. Arheologii lucrează la șantier încă din anii 1920, incluzând proiecte italiene, britanice, franceze, spaniole și iordaniene,  dar o mare parte a Cetății rămâne neexcavată. 

## Istorie
Săpăturile au descoperit semne de ocupație umană încă din epoca bronzului mijlociu (1650-1550 î.Hr.), sub forma unui mormânt care conținea sigilii sub forma unui scarabeu și ceramică. În epoca fierului, Cetatea a fost numită Rabbath-Ammon. Inscripția Cetății Amman provine din această perioadă, un exemplu de scriere feniciană timpurie. Orașul a ajuns să fie ocupat de asirieni, babilonieni și persani. Când a fost cucerit de greci în 331 î.Hr., orașul a fost redenumit Philadelphia. Din perioada elenistică nu au existat multe schimbări arhitecturale, dar ceramica oferă dovezi pentru ocupația acestuia. Situl a devenit roman în jurul anului 30 î.Hr., iar în cele din urmă a intrat sub stăpânirea musulmană în anul 661 d.Hr. Cetatea a scăzut în importanță sub stăpânirea Ayyubidă în secolul al XIII-lea, dar în această perioadă a fost adăugat un turn de veghe.
Moscheea Cetății Ammanului este un exemplu de moschei timpurii care imitau sala apadana în stil persan; aceste moschei se găsesc în mod normal doar în Persia și Irak.

## Conținut
- Templul roman al lui Hercule
- Palatul Omeiad
- Rezervorul omeiad cu apă
- Biserica bizantină
- Turnul de veghe ayyubid

Templul lui Hercule amplasat pe locul acesta datează din timpul ocupației romane a cetății din secolul al II-lea d.Hr. 
În perioada omeiadă (661-750 d.Hr.), la cetate a fost construită o structură de palat, cunoscută în arabă sub numele de al-Qasr ( القصر ). Palatul Omeiad a fost folosit probabil ca o clădire administrativă sau ca reședință a unui oficial omeiad. Palatul are la bază stilul bizantin. De exemplu, holul de intrare este conturat sub forma unei cruci grecești. Este posibil ca palatul să fi fost construit deasupra unei structuri bizantine existente în această formă.  Există un imens rezervor de apă săpat în pământul alăturat palatului, împreună cu o biserică bizantină pe cealaltă parte. 

## Turism
În perioada 1995-19966, Ministerul Turismului și Antichităților din Iordania, în parteneriat cu USAID, a început un proiect de conservare și restaurare a acestui sit pentru ca turiștii și comunitatea locală să beneficieze de pe urma lui. Cetatea Ammanului este, de asemenea, locul unde se află Muzeul arheologic al Iordaniei, care găzduiește o colecție de artefacte din cetatea și din alte situri istorice iordaniene. 